# Бахна (комуна)
Бахна (рум. Bahna) — комуна у повіті Нямц в Румунії. До складу комуни входять такі села (дані про населення за 2002 рік):
- Ізвоаре (1598 осіб)
- Аремешть (44 особи)
- Бахна (739 осіб)
- Бехнішоара (462 особи)
- Броштень (383 особи)
- Ліліак (94 особи)
- Цуцканій-дін-Вале (345 осіб)
- Цуцканій-дін-Дял (58 осіб)

Комуна розташована на відстані 265 км на північ від Бухареста, 36 км на південний схід від П'ятра-Нямца, 73 км на південний захід від Ясс.

## Населення
За даними перепису населення 2002 року у комуні проживали 3723 особи.
Національний склад населення комуни:
| Національність | Кількість осіб | Відсоток |
| -------------- | -------------- | -------- |
| румуни         | 3497           | 93,9%    |
| цигани         | 225            | 6,0%     |
| угорці         | 1              | < 0,1%   |

Рідною мовою назвали:
| Мова      | Кількість осіб | Відсоток |
| --------- | -------------- | -------- |
| румунська | 3711           | 99,7%    |
| циганська | 11             | 0,3%     |
| угорська  | 1              | < 0,1%   |

Склад населення комуни за віросповіданням:
| Релігія       | Кількість осіб | Відсоток |
| ------------- | -------------- | -------- |
| православні   | 3718           | 99,9%    |
| римо-католики | 5              | 0,1%     |